# Schneefloh

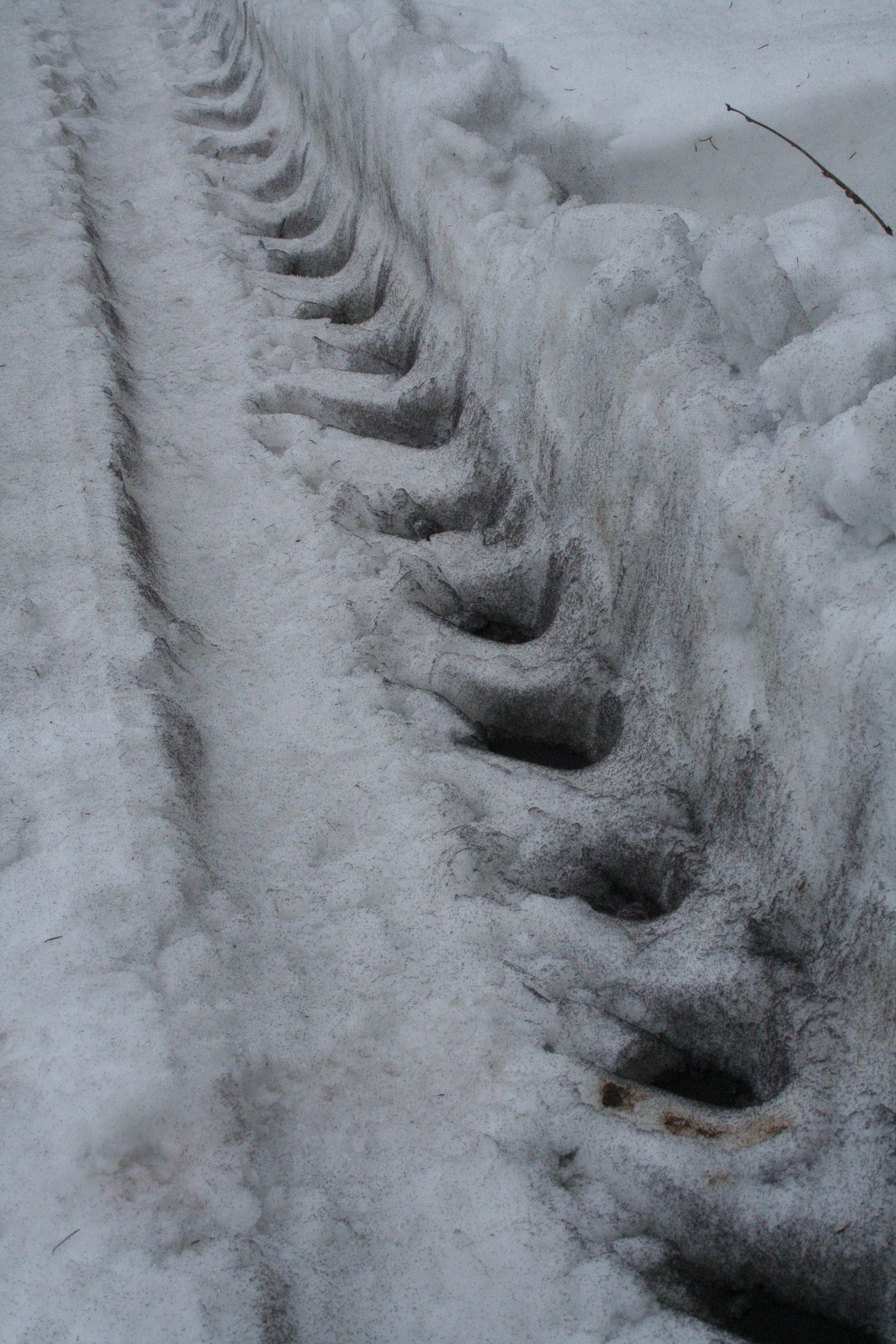
Schneeflohpopulation in Traktorspur

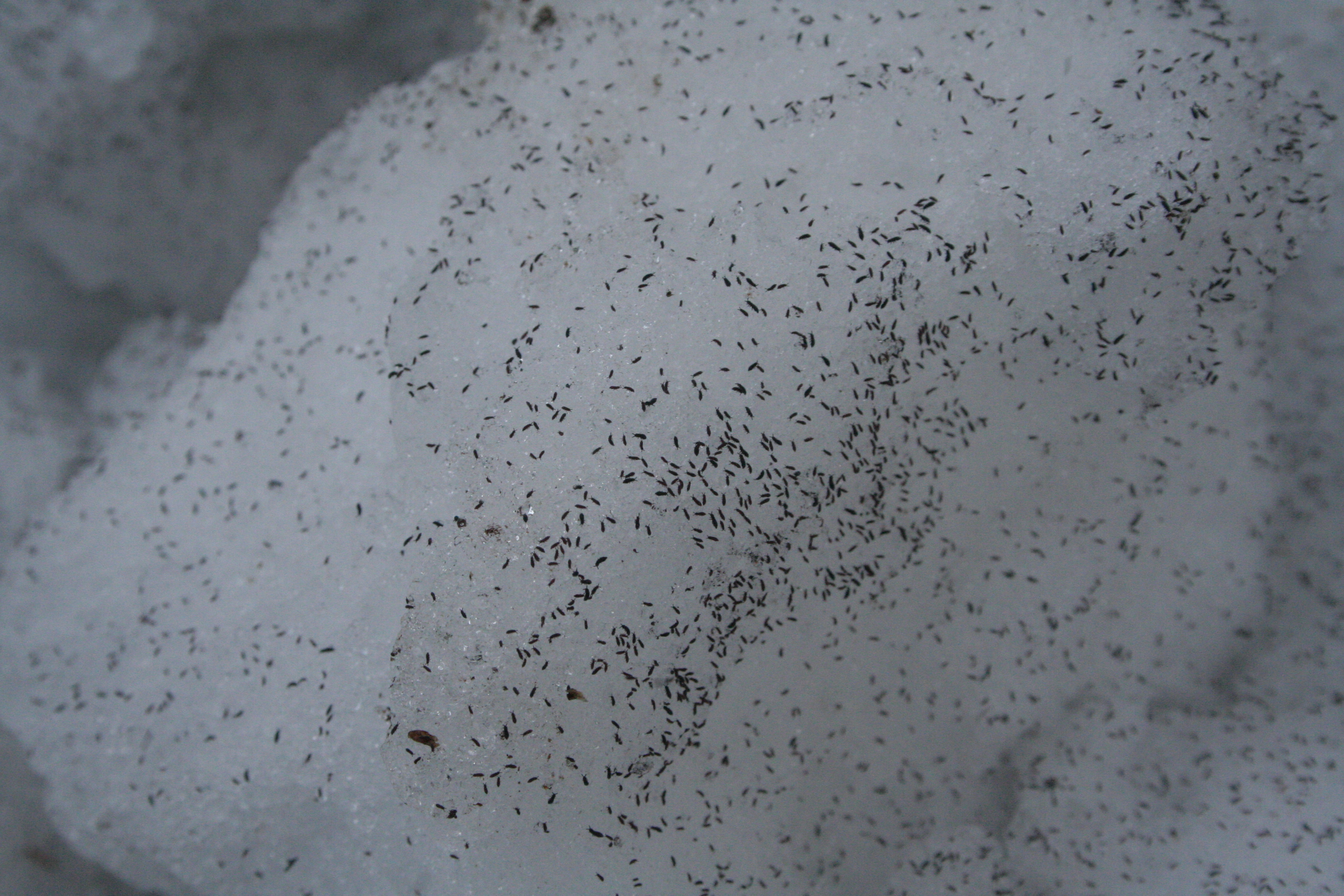
Schneeflohpopulation Nahaufnahme

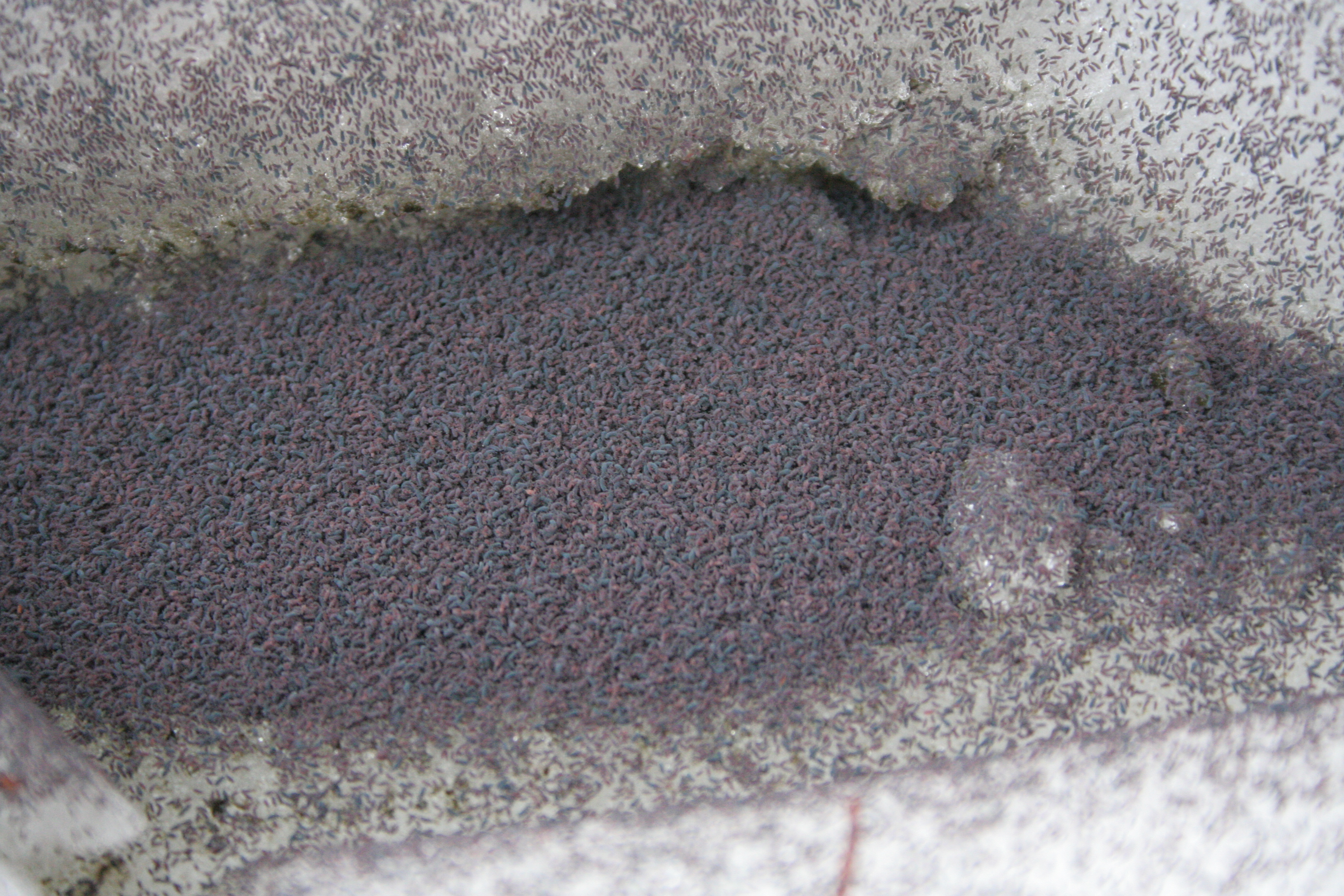
Schneeflohüberpopulation in Traktorreifenabdruck im Schnee

Als Schneeflöhe werden mehrere Arten flügelloser Sechsfüßer aus der Ordnung der Springschwänze bezeichnet, die auf Schneeoberflächen durch ihre dunkle Körperfärbung, die hüpfende Fortbewegungsweise und oft auch durch massenhaftes Auftreten auf sich aufmerksam machen. Häufige winteraktive Formen auf Schnee sind in Europa beispielsweise Ceratophysella sigillata, Desoria hiemalis, Desoria violacea, Hypogastrura socialis und Vertagopus westerlundi, häufige Schneecollembolen Nordamerikas z. B. Hypogastrura harveyi und Hypogastrura nivicola. In Gebirgslagen finden sich teils dieselben, teils verwandte Arten auf Schneeoberflächen, die dann als „Gletscherflöhe“ bezeichnet werden (z. B. V. westerlundi). 
Typischerweise leben Schneeflöhe in feuchten Wäldern, bevorzugt unter Koniferen. Von Desoria hiemalis ist bekannt, dass die Art in einer Sommer- und einer Winterform auftritt, die sich auch morphologisch unterscheiden lassen. Die Sommermorphe lebt in der Bodenstreu, die Wintermorphe wandert ab Temperaturen über −3 °C an die Schneeoberfläche. Sonneneinstrahlung und hohe Luftfeuchtigkeit begünstigen die Tagaktivität im Winter. Die Tiere bewegen sich gerichtet über den Schnee, nutzen das polarisierte Licht und Landmarken der Umgebung zur Orientierung und erreichen dabei Spitzengeschwindigkeiten von bis zu 120 cm pro Minute. Die meisten Arten bewegen sich auf Schnee jedoch langsamer fort, die Durchschnittsgeschwindigkeiten liegen bei 0,5 bis 3 Meter je Stunde. 
Aus ihrer Hauptnahrung, coccalen Algen, gewinnen die Collembolen hochmolekulare „Antifreeze“-Proteine, die ihre Unterkühlungsfähigkeit und somit ihren Gefrierschutz verbessern. Diese glycin-reichen Proteine binden an sich neu formierende Eiskristalle und verzögern so die Bildung eines Eisglumerates. Mit Ausnahme von C. sigillata nehmen winteraktive Collembolen während des Winters keine Nahrung auf, sondern leben von Reservesubstanzen, die sie im Herbst im Körper aufgebaut haben.
An frostfreien Tagen ab Ende Januar sammeln sich unzählige Tiere in Vertiefungen im Schnee. 1000 bis 10.000 Tiere je m² sind bei C. sigillata und H. socialis keine Seltenheit; Desoria und Vertagopus wandern meist in Dichten von weniger als einem Tier je m². In Teilen ihres Verbreitungsgebietes, etwa in subalpinen Nadelwäldern, sind die Vorkommen dieser Arten im Sommerhalbjahr auf Ansammlungen feuchter Nadelstreu beschränkt. Die Wanderungen dienen vermutlich dem Auffinden neuer Lebensräume, da durch Massenvermehrung in derartig kleinräumigen Habitaten die Nahrungsgrundlagen rasch erschöpft werden. Für Wanderungen über größere Distanzen ist für Collembolen die gleichermaßen glatte wie feuchte Schneeoberfläche weit besser geeignet als jeder Waldboden. Hindernisse können leichter überwunden und schneefreie Habitate rasch erreicht werden, in denen die Fortpflanzung frühzeitig begonnen werden kann. Für die Art Ceratophysella sigillata wurde nachgewiesen, dass sie Spätwinter und Frühling für Ausbreitung, Nahrungsaufnahme und Fortpflanzung nutzt, während Sommer und Herbst in Dormanz verbracht werden.
Neben Temperatur, Feuchtigkeit und Lichteinstrahlung werden Luftdruckschwankungen als steuernde Faktoren der Wanderungen vermutet.
Bei einer Temperatur von unter −3 °C sucht D. hiemalis Schutz unter der Schneeoberfläche oder im Boden, bei weniger als −7 °C fällt die Art in Kältestarre. Die Kältetoleranz von winteraktiven Collembolen schwankt je nach Art zwischen −2 und −44 °C.